# ハーマル市
ハーマル市（Hamar [ˈhɑːˈmɑr] ( 音声ファイル) Municipality）は、ノルウェー・ヘードマルク県の都市。ノルウェー最大の湖ミョーサ湖畔にある。面積351平方キロメートル、人口27,593人（2006年）。ノルウェー国鉄のレーロース線（en:Røros Line）とドブレ線（en:Dovre Line）が分岐する交通の要衝でもある。1994年のリレハンメルオリンピックではスピードスケート競技が実施された。

## 市名の由来
昔の農地ハーマル（古いノース語でHamarr）に由来し、中世から使われている。Hamarrとは『岩がちの丘』という意味である。

## 歴史
1940年4月9日、ナチス・ドイツはノルウェーへ侵攻を開始（ノルウェーの戦い）。同日中に首都オスロは放棄され、ハーマルが仮首都と定められたが、ドイツ軍は市内に爆撃を加え、市民に対し48時間以内に退去するよう求めたため首都として機能することは無かった。

## 紋章
中世から使用されている。マツの木のてっぺんに立つクロライチョウが描かれている。

## 見所
- ヘードマルク博物館（ en:Hedmark museum）
- ヴァイキングスキーペット・オリンピック・アリーナ - リレハンメルオリンピックのスピードスケート競技会場

- ハーマルの目抜き通り
- かつての大聖堂の保存遺跡 Domkirkeruinene
- ヴァイキングスキーペット・オリンピック・アリーナ。ヴァイキングの船を模したデザイン

## ハーマル出身の著名人
- キルステン・フラグスタート, オペラ歌手(1895年-1962年)
- アネッテ・トレッテバルグステューエン,　労働党所属の国会議員
- エギル・ダニエルセン,　陸上競技やり投のオリンピック金メダリスト
- フルダ・ガルボルグ,　作家、舞踊家

## 姉妹都市
- ルンド、スウェーデン
- ヴィボー、デンマーク
- ダールヴィーク、アイスランド
- ポルヴォー、フィンランド
- グライフスヴァルト、ドイツ
- ハーンユーニス、パレスチナ
- ファーゴ (ノースダコタ州)、アメリカ合衆国
- カーミール、イスラエル